# Kanton Auxerre-1
Auxerre-1 is een kanton van het Franse departement Yonne. Het kanton maakt deel uit van het arrondissement Auxerre.
 Het telt  13.834 inwoners.

Het kanton Auxerre-1 werd gevormd ingevolge het decreet van 13 februari 2014 met uitwerking op 22 maart 2015. 

## Gemeenten
Het kanton omvat volgende gemeenten :
- Auxerre (westelijk deel) (hoofdplaats)
- Lindry
- Saint-Georges-sur-Baulche
- Villefargeau